# Бэмфорд, Джеймс
Джеймс Бэмфорд (англ. V. James Bamford, р.1946) — американский писатель и журналист.

## Биография
Родился в Атлантик-Сити, (Нью-Джерси), вырос в Нетике, (Массачусетс). Три года отслужил в ВМФ США, во время Вьетнамской войны был аналитиком в разведывательном подразделении. После службы в ВМФ получил юридическое образование в Школе права Саффолкского университета в Бостоне. После окончания университета, заинтересовавшись обстоятельствами Уотергейтского скандала, тяготел к журналистике.
В 1982 выпустил первую независимую, подробную и авторитетную книгу об Агентстве национальной безопасности (АНБ) США «Дворец головоломок: отчёт про АНБ, самое засекреченное американское агентство» (англ. The Puzzle Palace: A Report on NSA, America’s Most Secret Agency). Книга была написана на основе открытых данных, использованных Бэмфордом в соответствии с Законом о свободе информации. Публикация книги вызвала серьёзную обеспокоенность со стороны АНБ, после чего правительством США были приняты меры по повышению уровня секретности ряда документов с целью остановить их публикацию.
Впоследствии Бэмфорд опубликовал ещё ряд книг — «Вместилище тайн: анатомия сверхсекретного Агентства национальной безопасности» (англ. Body of Secrets: Anatomy of the Ultra-Secret National Security Agency) (также об АНБ, 2001), и «Предлог к войне: 9/11, Ирак и обвинение американских специальных служб»(англ. A Pretext for War: 9/11, Iraq, and the Abuse of America's Intelligence Agencies) (2004).
Бэмфорд читал лекции в качестве приглашённого профессора в Калифорнийском университете, а также около десяти лет работал продюсером на «Эй-Би-си-Ньюс», где вёл журналистские расследования. В 2006 удостоен национальной премии в области журнальной публицистики. В 2008 выпустил книгу «Теневое предприятие: сверхсекретное АНБ от 9/11 до прослушки в Америке» (англ. The Shadow Factory: The Ultra-Secret NSA from 9/11 to the Eavesdropping on America), посвящённую террористическим актам 11 сентября 2001.
Бэмфорд был консультантом для защиты осведомителя АНБ Томаса Дрейка.

## Публикации

### На русском языке
- Фримантл Б., Донпера Ф., Бэмфорд Д. Шпионаж Дворца головоломок: сборник. — М.: Политиздат, 1990. — 221 с. — ISBN 5-250-00509-8.

### На английском языке
- Bamford, James. The Puzzle Palace: a Report on America's Most Secret Agency[англ.] (англ.). — Houghton Mifflin[англ.], 1982. — ISBN 0140067485.
- Bamford, James. The Puzzle Palace: a Report on America's Most Secret Agency[англ.] (англ.). — Viking Pr, 2001. — ISBN 0140231161.
- Bamford, James. Body of Secrets: Anatomy of the Ultra-Secret National Security Agency[англ.] (англ.). — Anchor, 2002. — ISBN 0385499086.
- Bamford, James. A Pretext for War: 9/11, Iraq, and the Abuse of America's Intelligence Agencies (англ.). — Anchor, 2005. — ISBN 140003034X.
- Bamford, James. The Shadow Factory: The Ultra-Secret NSA from 9/11 to the Eavesdropping on America[англ.] (англ.). — Doubleday, 2008. — ISBN 0385521324.